# Jörg Jung (Fußballspieler)
Jörg Jung (* 22. November 1965 in Mönchengladbach) ist ein ehemaliger deutscher Fußballspieler und aktueller Fußballtrainer. Zuletzt war er Cheftrainer des KFC Uerdingen 05 in der NRW-Liga.

## Werdegang

### Spielerlaufbahn
Als Spieler begann er in Mönchengladbach-Rheydt, wo er für Rheydt 08 und den Rheydter Spielverein aktiv war. 1985 wechselte er zu Borussia Mönchengladbach. Hauptsächlich war er bei den Amateuren aktiv, kam aber am 15. Dezember 1985 zu seinem ersten und einzigen Bundesliga-Einsatz. Auch 1986/87 gehörte er zum Profikader der Gladbacher. In dieser Saison kam er in der Bundesliga nicht zum Einsatz, absolvierte aber zwei Partien im UEFA-Cup (jeweils im heimischen Bökelbergstadion im Achtelfinale gegen Glasgow Rangers und im Halbfinale gegen Dundee United). Im Herbst 1987 wechselte er in die 2. Bundesliga zum SC Freiburg, bei dem er zu acht Zweitligaspielen kam. 1988 ging er wieder zurück nach Mönchengladbach und schloss sich ein zweites Mal dem Rheydter SV an. Der Rheydter Spielverein trat zu dieser Zeit in der drittklassigen Oberliga Nordrhein an, genauso wie später Alemannia Aachen, für die er in der Saison 1992/93 spielte. 1993 wechselte er zum SC Jülich, der gerade in die Verbandsliga Mittelrhein abgestiegen war. Mit Jung schaffte die Mannschaft den Wiederaufstieg. Anschließend spielte er mit seinem Verein noch ein Jahr in der Oberliga.

### Trainerlaufbahn

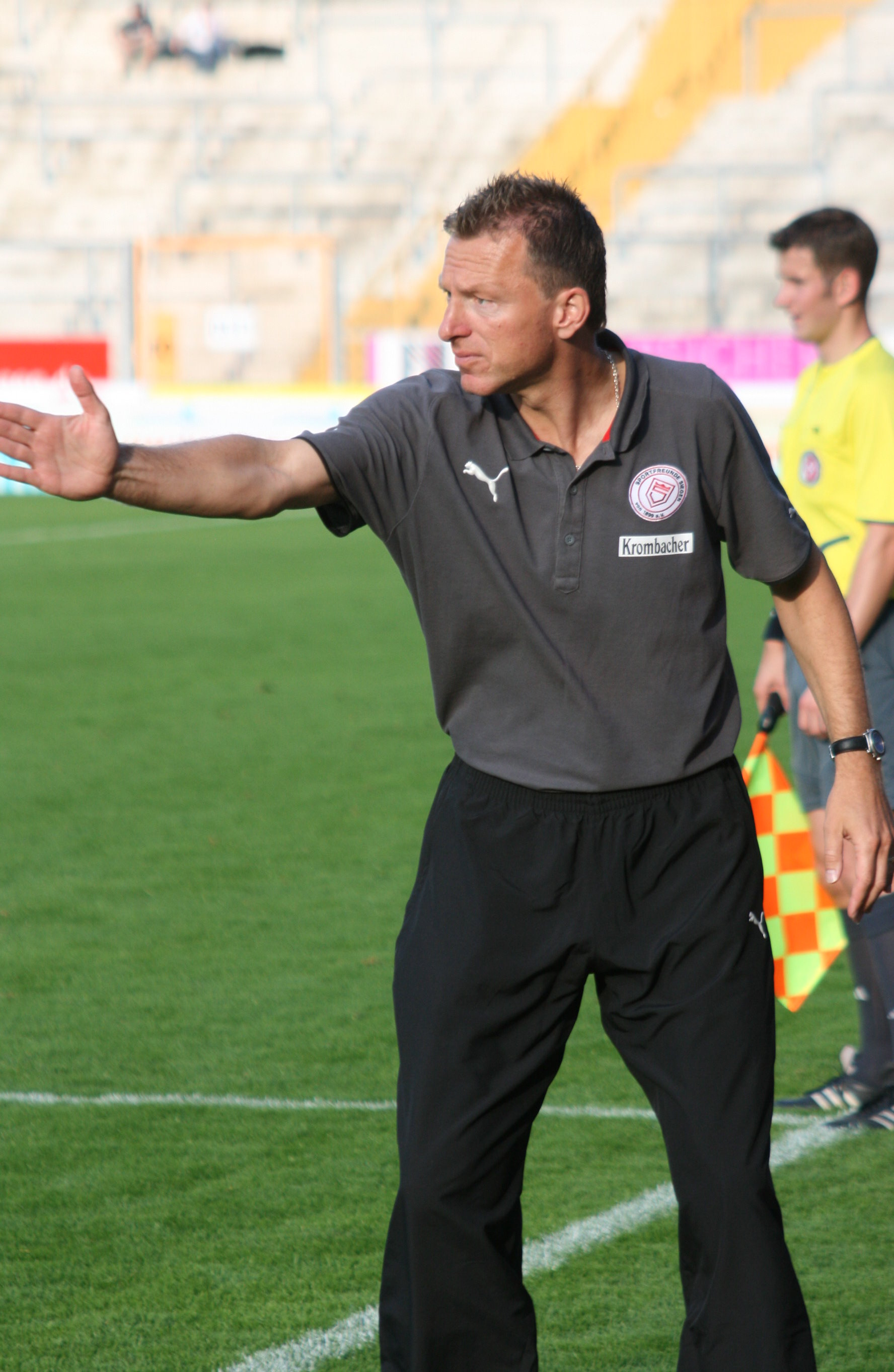
Jörg Jung als Trainer der Sportfreunde Siegen

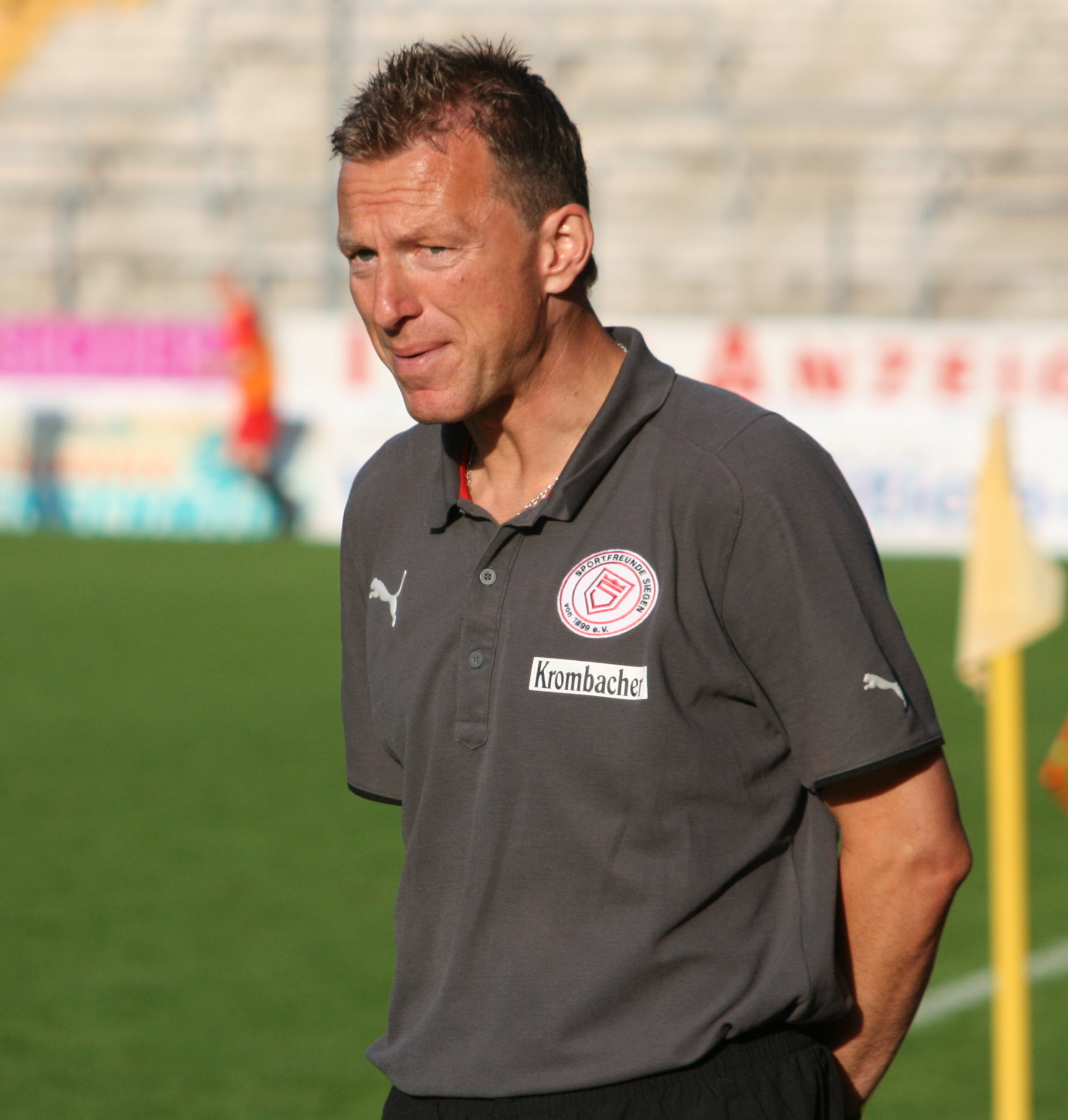
Jörg Jung als Trainer der Sportfreunde Siegen

1997 wurde Jung Trainer des SuS 09 Dinslaken. Er erreichte mit der in der Oberliga Nordrhein antretenden Mannschaft den Klassenerhalt, verließ aber den Verein nach Saisonende wieder. Sein nächstes Traineramt trat er beim Ligakonkurrenten Schwarz-Weiß Essen an. Es folgten Engagements bei den Klubs Rheydter SV und GFC 09 Düren. Zur Saison 2003/04 wurde er Coach des SV Straelen (Verbandsliga Niederrhein), im Dezember jedoch schon wieder entlassen. Jung kehrte zum GFC 09 Düren zurück. Nach Ende der Spielzeit 2005/06 trat er von seinem Amt zurück, um im September 2006 ein drittes Mal in Düren einzusteigen. Die Oberliga-Mannschaft hatte nach sieben Spielen erst einen Punkt geholt und konnte, trotz einer Verbesserung der Resultate, schließlich auch von Jung nicht mehr gerettet werden. Für Jung schlossen sich Tätigkeiten bei der Wuppertaler SV Borussia (Cheftrainer im Jugendbereich und Co-Trainer der ersten Mannschaft) und Sportfreunde Siegen (NRW-Liga; Entlassung im Oktober 2009) an. Nach zwei Jahren Pause wurde er im November 2011 Trainer des KFC Uerdingen 05 in der NRW-Liga. Nach einer Niederlagenserie wurde er im Mai 2012 entlassen. Zur Saison 2012/13 wurde er als neuer Co-Trainer von Hans-Günter Bruns beim Wuppertaler SV vorgestellt. Nach Bruns’ Entlassung im November 2012 übernahm Jung für vier Spiele die sportliche Leitung. Da der WSV ihn nicht als Cheftrainer einstellen wollte, wurde sein Vertrag im Januar 2013 aufgelöst.
Jörg Jung ist seit 1996 Mitglied der „Weisweiler-Elf“, der Traditionsmannschaft von Borussia Mönchengladbach, und betreibt eine Versicherungsagentur.

### Statistik als Spieler
| Liga          | Spiele (Tore) |
| ------------- | ------------- |
| Bundesliga    | 1 (0)         |
| 2. Bundesliga | 8 (0)         |
| Wettbewerb    |               |
| UEFA-Cup      | 2 (0)         |